# 曽井中島村
曽井中島村（そいなかじまむら）はかつて岐阜県本巣郡に存在した村である。
現在の本巣市曽井中島に該当する。

## 歴史
- 1889年（明治22年）7月1日 - 町村制により、曽井中島村が発足。
- 1897年（明治30年）4月1日 - 山口村と合併し山添村が発足。同日曽井中島村は廃止。